# Pro Bowl 2005
Match précédent Match suivant
Le AFC-NFC Pro Bowl 2005 est le Match des étoiles de football américain de la National Football League pour la saison 2004. Il se joue au Aloha Stadium d'Honolulu le 13 février 2005 entre les meilleurs joueurs des deux conférences de la NFL, la National Football Conference et l'American Football Conference. La rencontre est remportée sur le score de 38 à 27 par l'équipe représentant l'American Football Conference.

## Équipe de l'AFC
C'est Bill Cowher, entraîneur principal des Steelers de Pittsburgh qui dirigera l'équipe de l'AFC.

### Attaque
| Position         | Titulaires                                              | Réserves                                                      | Remplaçants                                                                           |
| ---------------- | ------------------------------------------------------- | ------------------------------------------------------------- | ------------------------------------------------------------------------------------- |
| Quarterback      | 18 Peyton Manning, Colts                                | 12 Tom Brady, Patriots 9 Drew Brees, Chargers                 |                                                                                       |
| Running back     | 28 Curtis Martin, Jets b                                | 21 LaDainian Tomlinson, Chargers c 32 Edgerrin James, Colts b | 28 Corey Dillon, Patriots a 32 Rudi Johnson, Bengals a b 36 Jerome Bettis, Steelers a |
| Fullback         | 49 Tony Richardson, Chiefs                              |                                                               |                                                                                       |
| Wide receiver    | 88 Marvin Harrison, Colts 85 Chad Johnson, Bengals      | 80 Andre Johnson, Texans 86 Hines Ward, Steelers              |                                                                                       |
| Tight end        | 85 Antonio Gates, Chargers                              | 88 Tony Gonzalez, Chiefs                                      |                                                                                       |
| Offensive tackle | 75 Jonathan Ogden, Ravens 71 Willie Anderson, Bengals b | 78 Tarik Glenn, Colts c 77 Willie Roaf, Chiefs a b            | 77 Marvel Smith, Steelers a                                                           |
| Offensive guard  | 66 Alan Faneca, Steelers 68 Will Shields, Chiefs        | 54 Brian Waters, Chiefs                                       |                                                                                       |
| Center           | 68 Kevin Mawae, Jets                                    | 64 Jeff Hartings, Steelers                                    |                                                                                       |

### Défense
| Position           | Titulaires                                         | Réserves                                                | Remplaçants                  |
| ------------------ | -------------------------------------------------- | ------------------------------------------------------- | ---------------------------- |
| Defensive end      | 93 Dwight Freeney, Colts 99 Jason Taylor, Dolphins | 94 John Abraham, Jets b                                 | 91 Aaron Smith, Steelers a   |
| Defensive tackle   | 95 Sam Adams, Bills 99 Marcus Stroud, Jaguars      | 93 Richard Seymour, Patriots b                          | 98 John Henderson, Jaguars a |
| Outside linebacker | 51 Takeo Spikes, Bills 55 Terrell Suggs, Ravens    | 55 Joey Porter, Steelers                                |                              |
| Inside linebacker  | 51 James Farrior, Steelers                         | 52 Ray Lewis, Ravens b                                  | 54 Tedy Bruschi, Patriots a  |
| Cornerback         | 24 Champ Bailey, Broncos 20 Tory James, Bengals    | 21 Chris McAlister, Ravens 23 Patrick Surtain, Dolphins | 22 Nate Clements, Bills a    |
| Free safety        | 47 John Lynch, Broncos                             |                                                         |                              |
| Strong safety      | 20 Ed Reed, Ravens                                 | 43 Troy Polamalu, Steelers                              |                              |

### Équipes spéciales
| Position            | Titulaires                 | Réserves | Remplaçants |
| ------------------- | -------------------------- | -------- | ----------- |
| Punter              | 9 Shane Lechler, Raiders   |          |             |
| Placekicker         | 4 Adam Vinatieri, Patriots |          |             |
| Kick returner       | 24 Terrence McGee, Bills   |          |             |
| Special teamer (en) | 53 Larry Izzo, Patriots    |          |             |
| Long snapper        | 83 Kendall Gammon, Chiefs  |          |             |

## Equipe de la NFC
C'est Jim L. Mora, entraîneur principal des Falcons d'Atlanta qui dirigera l'équipe de l'NFC.

### Attaque
| Position         | Titulaires                                       | Réserves                                               | Remplaçants                  |
| ---------------- | ------------------------------------------------ | ------------------------------------------------------ | ---------------------------- |
| Quarterback      | 5 Donovan McNabb, Eagles                         | 11 Daunte Culpepper, Vikings 7 Michael Vick, Falcons   |                              |
| Running back     | 21 Tiki Barber, Giants                           | 30 Ahman Green, Packers 37 Shaun Alexander, Seahawks b | 36 Brian Westbrook, Eagles a |
| Fullback         | 33 William Henderson, Packers                    |                                                        |                              |
| Wide receiver    | 87 Muhsin Muhammad, Panthers 87 Joe Horn, Saints | 84 Javon Walker, Packers 81 Terrell Owens, Eagles b    | 81 Torry Holt, Rams a        |
| Tight end        | 83 Alge Crumpler, Falcons                        | 82 Jason Witten, Cowboys                               |                              |
| Offensive tackle | 71 Walter Jones, Seahawks 76 Orlando Pace, Rams  | 72 Tra Thomas, Eagles b                                | 76 Flozell Adams, Cowboys a  |
| Offensive guard  | 73 Larry Allen, Cowboys 62 Marco Rivera, Packers | 76 Steve Hutchinson, Seahawks                          |                              |
| Center           | 57 Olin Kreutz, Bears                            | 78 Matt Birk, Vikings                                  |                              |

### Défense
| Position           | Titulaires                                                | Réserves                        | Remplaçants                |
| ------------------ | --------------------------------------------------------- | ------------------------------- | -------------------------- |
| Defensive end      | 92 Bertrand Berry, Cardinals 90 Julius Peppers, Panthers  | 97 Patrick Kerney, Falcons      |                            |
| Defensive tackle   | 97 La'Roi Glover, Cowboys 92 Shaun Rogers, Lions          | 93 Kevin Williams, Vikings      |                            |
| Outside linebacker | 56 Keith Brooking, Falcons 53 Marcus Washington, Redskins | 55 Derrick Brooks, Buccaneers b | 58 Mark Fields, Panthers a |
| Inside linebacker  | 55 Dan Morgan, Panthers                                   | 54 Jeremiah Trotter, Eagles     |                            |
| Cornerback         | 20 Ronde Barber, Buccaneers 26 Lito Sheppard, Eagles      | 32 Dré Bly, Lions               |                            |
| Free safety        | 20 Brian Dawkins, Eagles                                  | 31 Roy Williams, Cowboys        |                            |
| Strong safety      | 32 Michael Lewis, Eagles                                  |                                 |                            |

### Équipes spéciales
| Position            | Titulaires                 | Réserves                 | Remplaçants |
| ------------------- | -------------------------- | ------------------------ | ----------- |
| Punter              | 17 Mitch Berger, Saints    |                          |             |
| Placekicker         | 2 David Akers, Eagles      |                          |             |
| Kick returner       | 18 Eddie Drummond, Lions b | 20 Allen Rossum, Falcons |             |
| Special teamer (en) | 58 Ike Reese, Eagles       |                          |             |
| Long snapper        | 86 Brian Jennings, 49ers   |                          |             |

Notes :
a Remplacé en sélection à la suite d'une blessure ou désistement
b Joueur blessé; sélectionné mais n'a pas joué
c Titulaire remplacé; sélectionné comme réserve

## Sélections par équipe
| Équipe AFC                         | Sélections | Équipe NFC                    | Sélections |
| ---------------------------------- | ---------- | ----------------------------- | ---------- |
| Steelers de Pittsburgh             | 9          | Eagles de Philadelphie        | 10         |
| Chiefs de Kansas City              | 6          | Packers de Green Bay          | 5          |
| Patriots de la Nouvelle-Angleterre | 6          | Falcons d'Atlanta             | 5          |
| Ravens de Baltimore                | 5          | Cowboys de Dallas             | 5          |
| Colts d'Indianapolis               | 5          | Panthers de la Caroline       | 4          |
| Bills de Buffalo                   | 4          | Seahawks de Seattle           | 3          |
| Bengals de Cincinnati              | 4          | Lions de Détroit              | 3          |
| Jets de New York                   | 3          | Vikings du Minnesota          | 3          |
| Chargers de San Diego              | 3          | Buccaneers de Tampa Bay       | 2          |
| Dolphins de Miami                  | 2          | Rams de Saint-Louis           | 2          |
| Broncos de Denver                  | 2          | Saints de La Nouvelle-Orléans | 2          |
| Jaguars de Jacksonville            | 2          | Bears de Chicago              | 1          |
| Texans de Houston                  | 1          | 49ers de San Francisco        | 1          |
| Raiders d'Oakland                  | 1          | Redskins de Washington        | 1          |
| Titans du Tennessee                | 0          | Giants de New York            | 1          |
| Browns de Cleveland                | 0          | Cardinals de l'Arizona        | 1          |